# Xenaporus
Xenaporus is een geslacht van vliesvleugelige insecten van de familie spinnendoders (Pompilidae).

## Soorten
- X. bytinskii (Priesner, 1966)
- X. dayi Wolf, 1990
- X. inesperatus (Giner Mari, 1942)
- X. schmidti Priesner, 1967